# Eupithecia minucia
Eupithecia minucia är en fjärilsart som beskrevs av Paul Dognin 1899. Eupithecia minucia ingår i släktet Eupithecia och familjen mätare. Inga underarter finns listade i Catalogue of Life.